# Rutilotrixa erasmusi
Rutilotrixa erasmusi là một loài ruồi trong họ Tachinidae.